# Cerro La Paloma
El Cerro La Paloma es el cerro que está más al norte del cerro El Plomo, y que junto al cerro Altar, son los tres cerros que dominan el paisaje oriental de Santiago.

## Descripción
El Cerro La Paloma, es el más bajo de los tres, pero destaca por el impresionante glaciar que cae desde su cumbre hacia el Santuario de la Naturaleza de Yerba Loca.
El cerro Altar, por su parte, parece una paloma grisácea que mira frontalmente hacia el sur y por su forma piramidal recibió su nombre.

## Mina La Disputada de Las Condes
La cumbre del cerro La Paloma domina el sector de la mina La Disputada de Las Condes por el norte, y el valle de Yerba Loca por el sur. Este último es el acceso tradicional para la ascensión del cerro porque el acceso por el norte está estrictamente prohibido por la administración de La Disputada.